# 狭叶钩粉草
狭叶钩粉草（学名：Pseuderanthemum couderci）是爵床科山壳骨属的植物。分布于柬埔寨以及中国大陆的海南等地，生长于海拔800米至1,300米的地区，常生长在林下和沟溪，目前尚未由人工引种栽培。